# Marc Sala i Camarasa
Marc Sala i Camarasa   (Barcelona, 2 d'octubre de 1844 - 5 de desembre de 1891) va ser un fotògraf català del segle xix. Instal·lat a Barcelona, va exercir de retratista, com molts altres fotògrafs del moment, entre els quals hi havia la reconeguda família Napoleón. Tot així, la importància i la singularitat de la seva obra rau en el fet d'haver potenciat un altre tipus de fotografia pionera en aquell moment a Catalunya: les vistes o la fotografia de paisatge.

## Biografia i vida professional
Era fill de Maria Camarasa i Montanola, de Granollers, i d'Agustí Sala i Vidal, natural de Barcelona i «fuster maquinista» de professió. Va contreure matrimoni amb Carolina Silvestre, de Toledo, amb qui va tenir una filla anomenada Dolores. A diferència d'altres fotògrafs, dels Areñas, dels Audouard o dels Esplugas, no provenia d'una saga. Tampoc no es té constància d'on es va produir la seva formació en el camp de la fotografia; tot i així, tenint en compte que, contràriament a altres fotògrafs del moment –com Miguel Aragonés– no va estudiar a la Llotja.

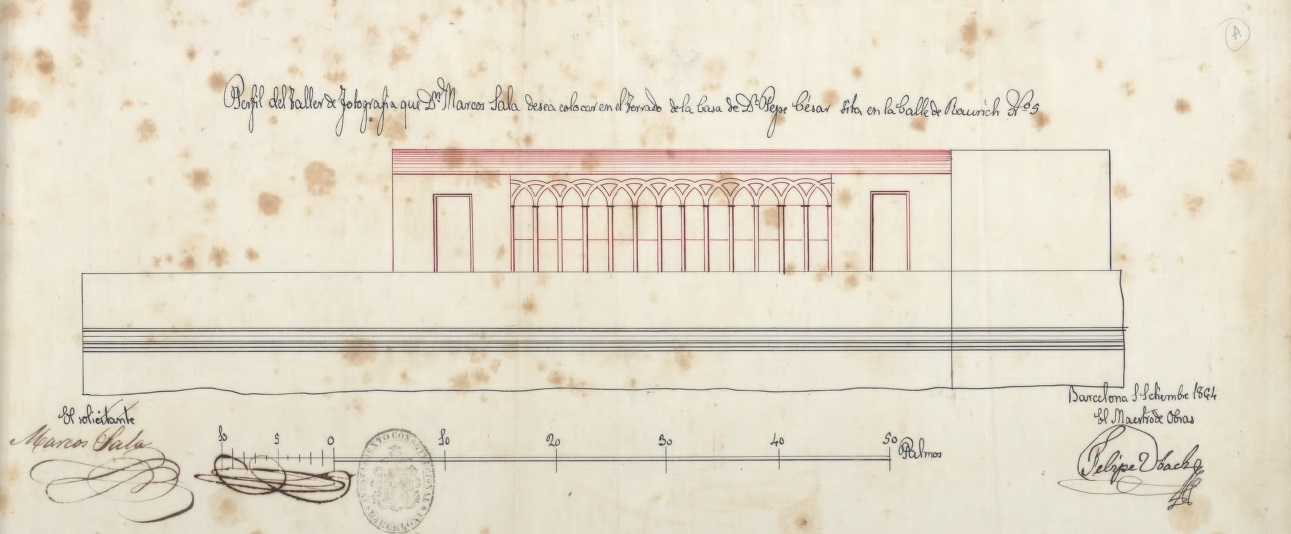
Projecte de galeria al taller del carrer d'en Raurich, 5

A principis de la dècada del 1860, va obrir el seu propi taller de fotografia al carrer d'en Raurich, 5, cantonada amb el de Ferran, 23, on el 1864 va demanar permís per a construir una galeria al terrat de l'edifici, segons el projecte del mestre d'obres Felip Ubach. També va tenir un altre al núm. 12 del mateix carrer, i el 1887 es va traslladar a la plaça del Teatre, 1 amb el nom de Centro Fotográfico.
Va participar en l'Exposició Universal de Barcelona de 1888, i hi continuà treballant fins a la seva mort el 5 de desembre de 1891, arran d'un edema cerebral:
Después de rápida y aguda enfermedad, falleció ayer en esta capital el conocido fotógrafo Don Marcos Sala, quien tenía establecido su taller en una casa de la Plaza del Teatro (...) con sus obras había el señor Sala prestado muy señalados servicios al arte en general y a muchos artistas de esta capital y de fuera de ella.
Després de la seva mort, van aparèixer en els diaris els noms de Manuel Prats i Ángel García Perate, fotògrafs que van continuar el negoci al taller de la plaça del Teatre, on s'anunciaven com a sucesor de Don Marcos Sala.

### Promoció i publicitat
Més enllà de la pròpia fotografia, les cartes de visite preservades de Marc Sala són un indicatiu molt significatiu de la importància de la promoció i de la publicitat en el món de la fotografia. En els reversos d'aquestes fotografies hi ha llegendes que proporcionen informació dels seus èxits professionals o de les exposicions en les quals va participar. L'any 1864, va rebre els honors de fotógrafo de la Real Casa, càrrec que es menciona a les llegendes. Aquesta pauta, però, no és exclusiva seva, sinó que fou una constant en els fotògrafs de l'època.

## Obra
Actualment, el gruix de la seva obra es conserva a l'Arxiu Fotogràfic de Barcelona, al Museu Frederic Marès i al Museu Nacional d'Art de Catalunya. La seva producció fotogràfica es pot dividir en una triple vessant: fotografia d'objectes, retrats i vistes. En aquesta última vessant Marc Sala és una de les figures més importants de la història de la fotografia a Catalunya, ja que es tracta d'un dels primers en «utilitzar el modern sistema de la placa seca preparada per treure fotografies» instantànies; fet que va afavorir l'emergència de la fotografia de vistes i del reportatge fotogràfic. Així doncs, Marc Sala pot ser considerat un dels precursors d'aquests dos gèneres al país, sincronitzant-se amb Europa pel que fa a avenços tècnics en fotografia.

### Fotografia d'objectes
D'aquest tipus de producció se'n té coneixement arran d'una notícia publicada a La Dinastía l'endemà de la mort de Marc Sala, on es fa un reconeixement de la seva trajectòria professional com a fotògraf: 

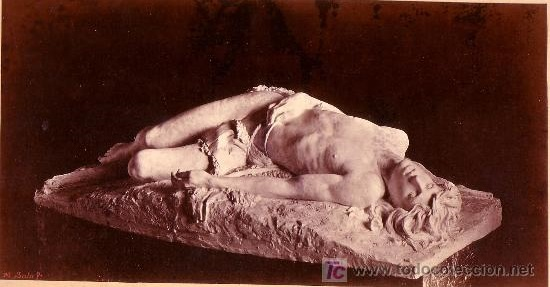
Fotografia a l'escultura d'Antoni Fabrés.

El señor Sala se había distinguido notablemente en la especialidad de sacar copias de monumentos, tapices, cuadros, objetos de cerámica, de orfebrería y otros, habiendo demostrado siempre un exquisito gusto y extraordinaria limpieza en todas las reproducciones fotográficas que habían salido de sus talleres.
Una fotografia a una escultura d'Antoni Fabrés constitueix l'única prova gràfica, ara per ara, que es coneix d'aquesta vessant del fotògraf.

### Retrats
A part de la fotografia d'objectes, el segon motor del seu negoci van ser els retrat en format carte de visite, que era el més utilitzat a l'època. Es tracta de retrats que immortalitzaven des de famílies i infants, fins a persones disfressades i individus que, en aquell moment, representaven l'alteritat o l'exotisme, com seria la fotografia d'un negre amb la seva vestimenta tradicional.
Entre d'altres, va fer retrats post mortem a Tomás Padró, reconegut artista i il·lustrador, i al famós pintor del realisme català, Marià Fortuny.
Aquestes fotografies evidencien el contacte de Marc Sala amb el món de l'art i testimonien l'estret lligam entre l'esfera artística i el món de la fotografia.

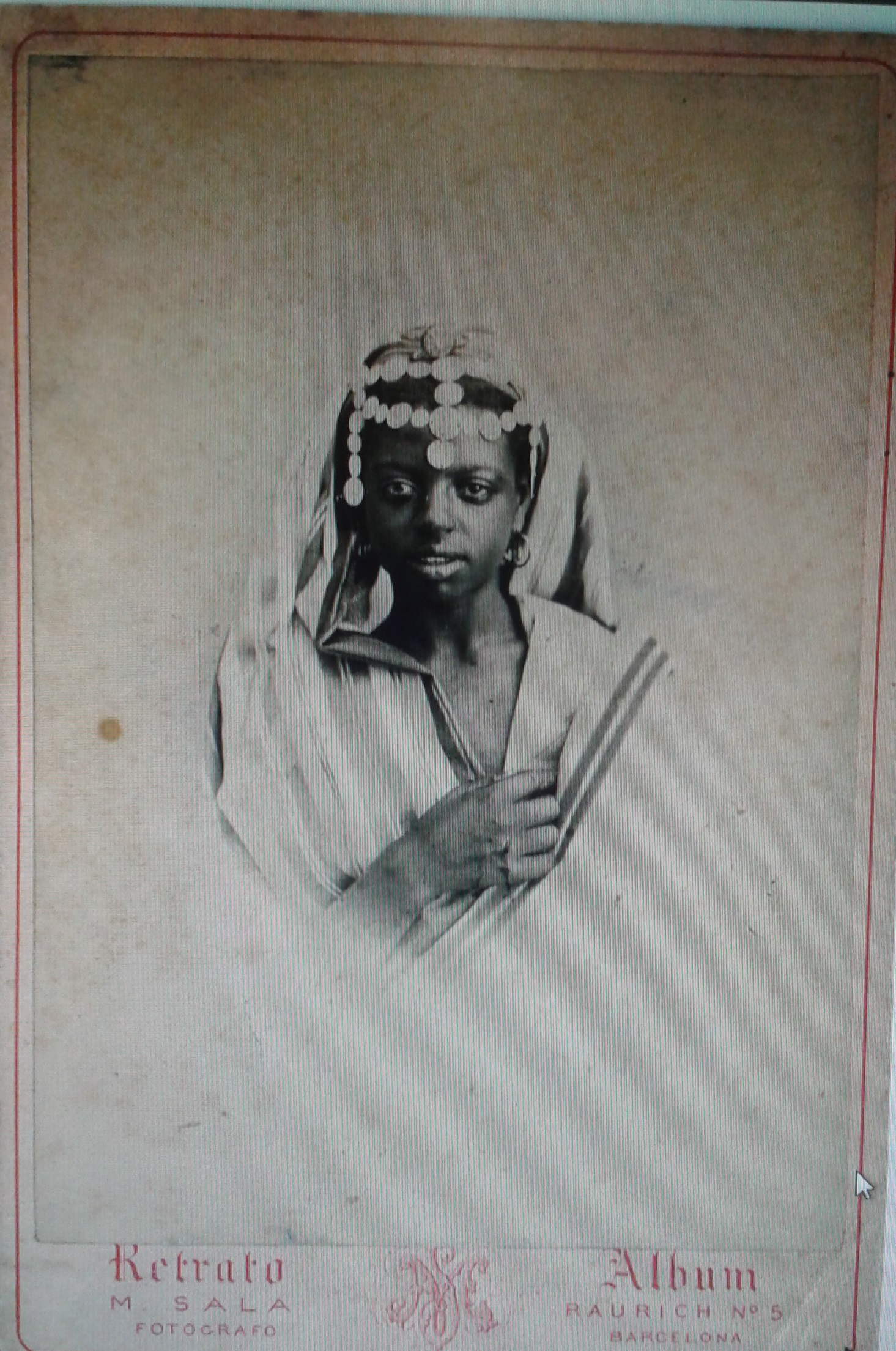
Retrat a senyor africà
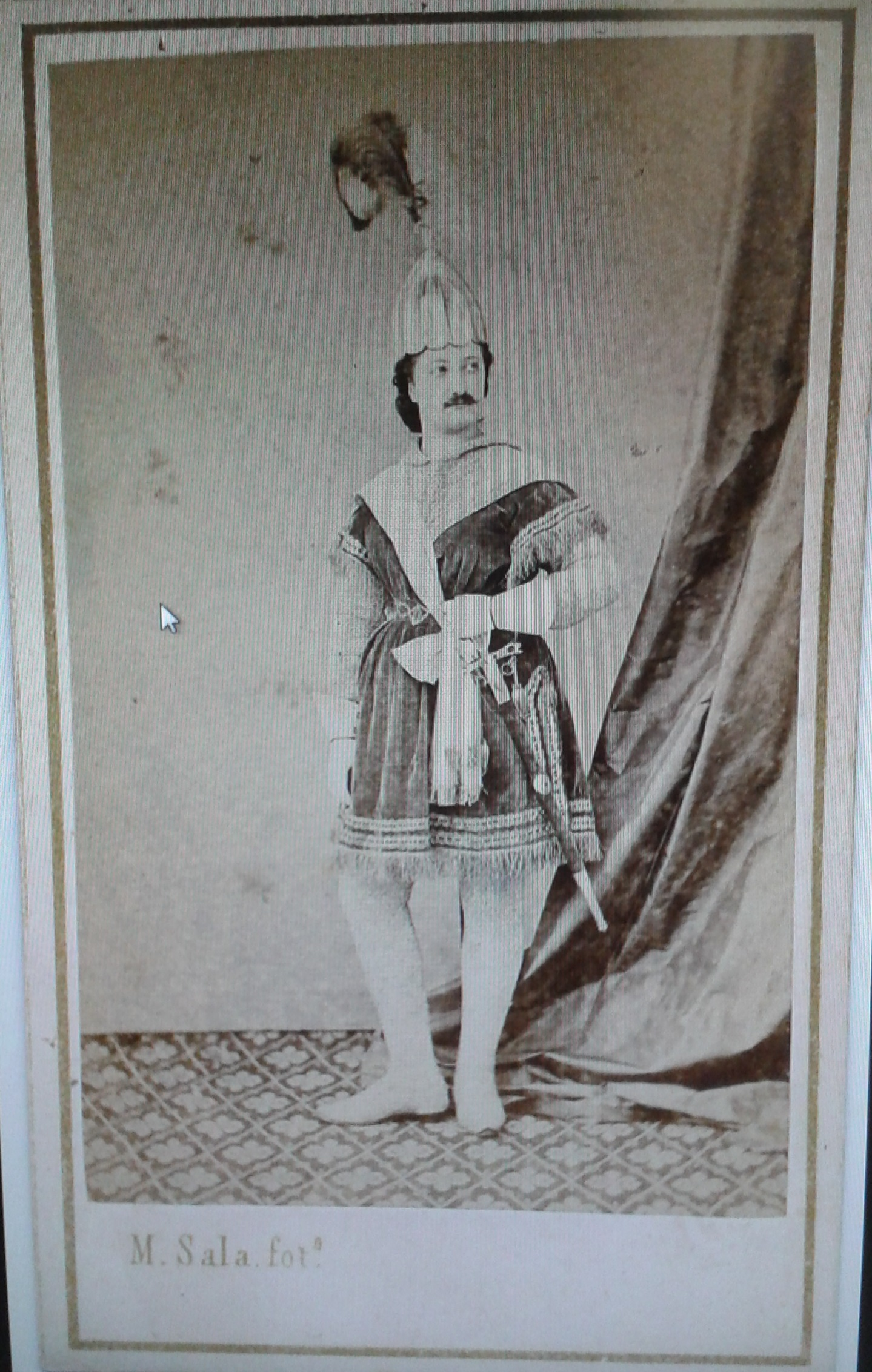
Retrat a senyor vestit de cavaller
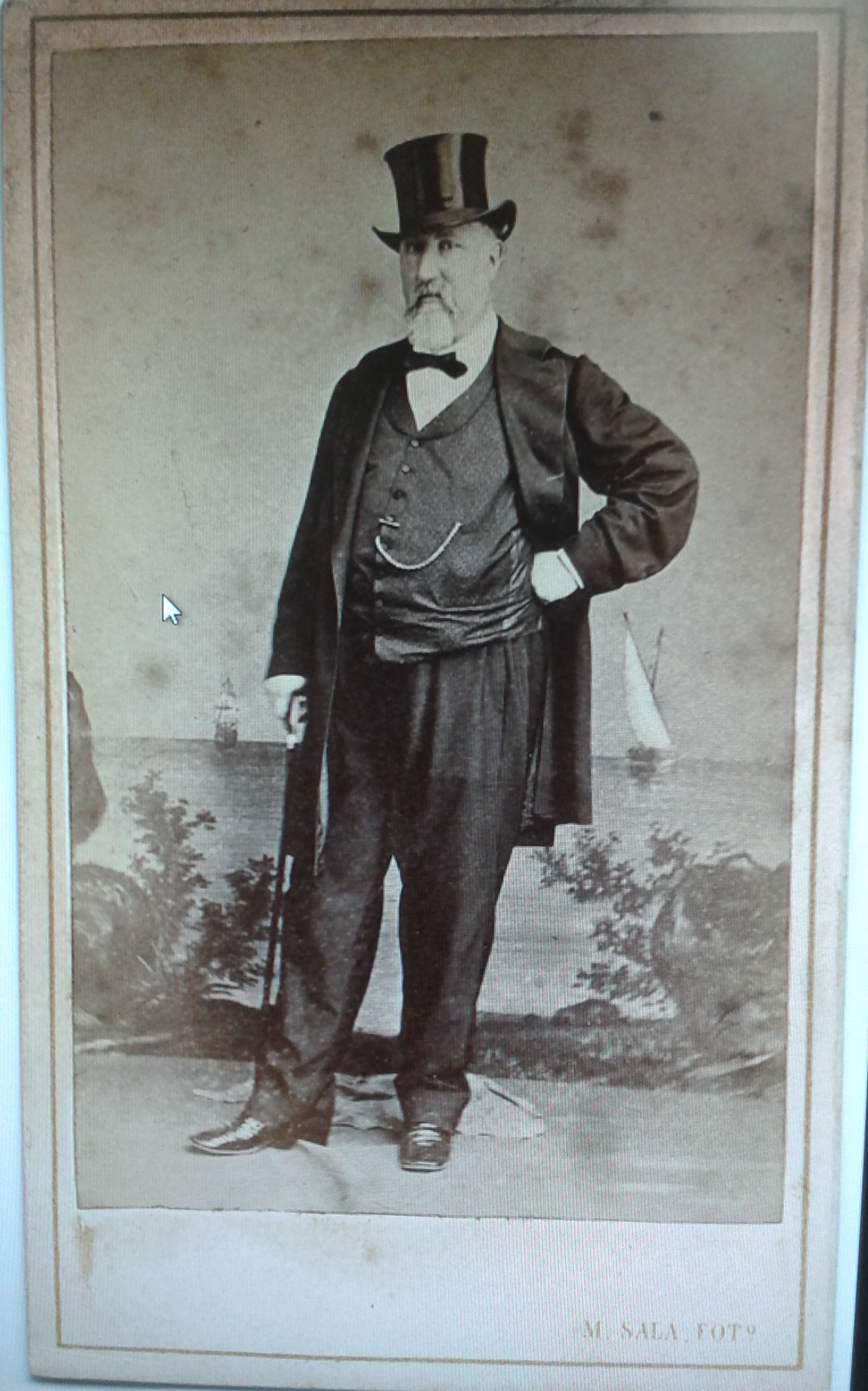
Retrat a senyor de l'època
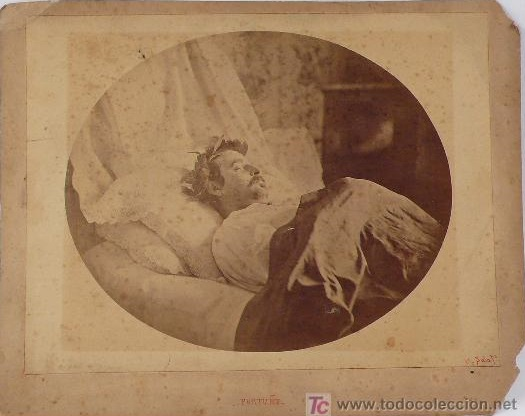
Retrat post mortem a Marià Fortuny
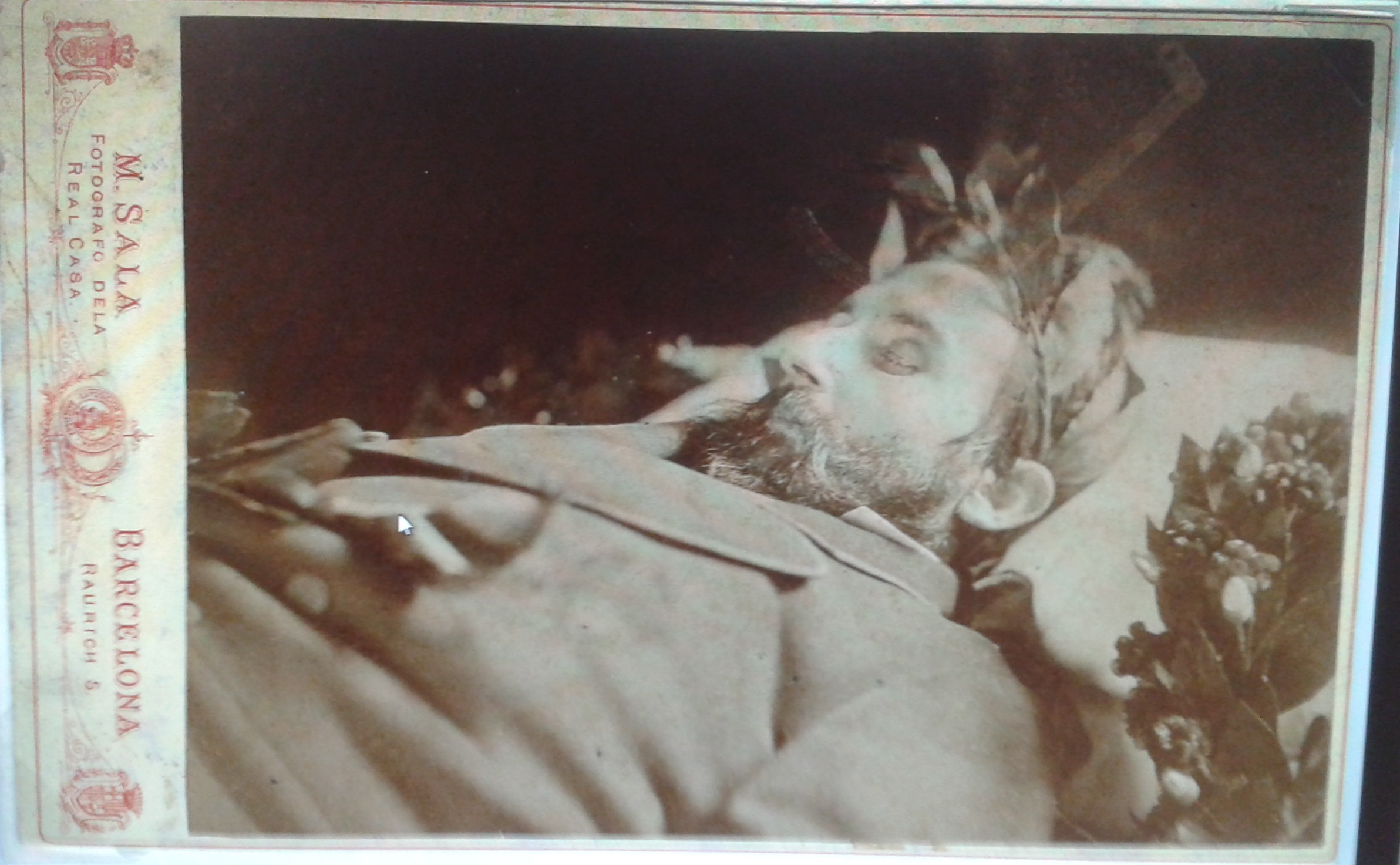
Retrat post mortem a Tomás Padró

### Monuments i vistes
Aquest gènere de fotografies és el més significatiu, en termes històrics, que va produir Marc Sala. Tot i així, contràriament als retrats i a les fotografies d'objectes, les vistes no li proporcionaven una font d'ingressos suficient per sobreviure.
Arran d'una notícia publicada a La Reinaixensa, se sap que va col·laborar amb l'Associació Catalanista d'Excursions Científiques —que més endavant es fusionaria amb l'Associació d'Excursions Catalana i acabaria formant el Centre Excursionista de Catalunya—, una associació compromesa amb la terra i amb la cultura catalana. D'altra banda, en tres notícies més, una d'elles publicada a Diari Català i les altres dues a Lo Catalanista, Marc Sala apareix inscrit en el Primer Congrés Catalanista, que es va celebrar el 26 d'octubre de 1880 i que estava organitzat per l'Associació Catalanista. En aquest congrés es van llegir diversos treballs, entre els quals n'hi havia un que es titulava Excursió de Ribas al Taga, Sant Joan de las Abadesas y Ripoll i incloïa diverses fotografies d'aquests llocs fetes per Marc Sala.
Pel que fa a la seva producció fotogràfica preservada en aquest camp, es té constància de vistes i monuments de Barcelona i d'altres indrets de Catalunya. Algunes d'elles s'han conegut a partir de gravats publicats a diaris i revistes de l'època realitzats a partir de fotografies seves.

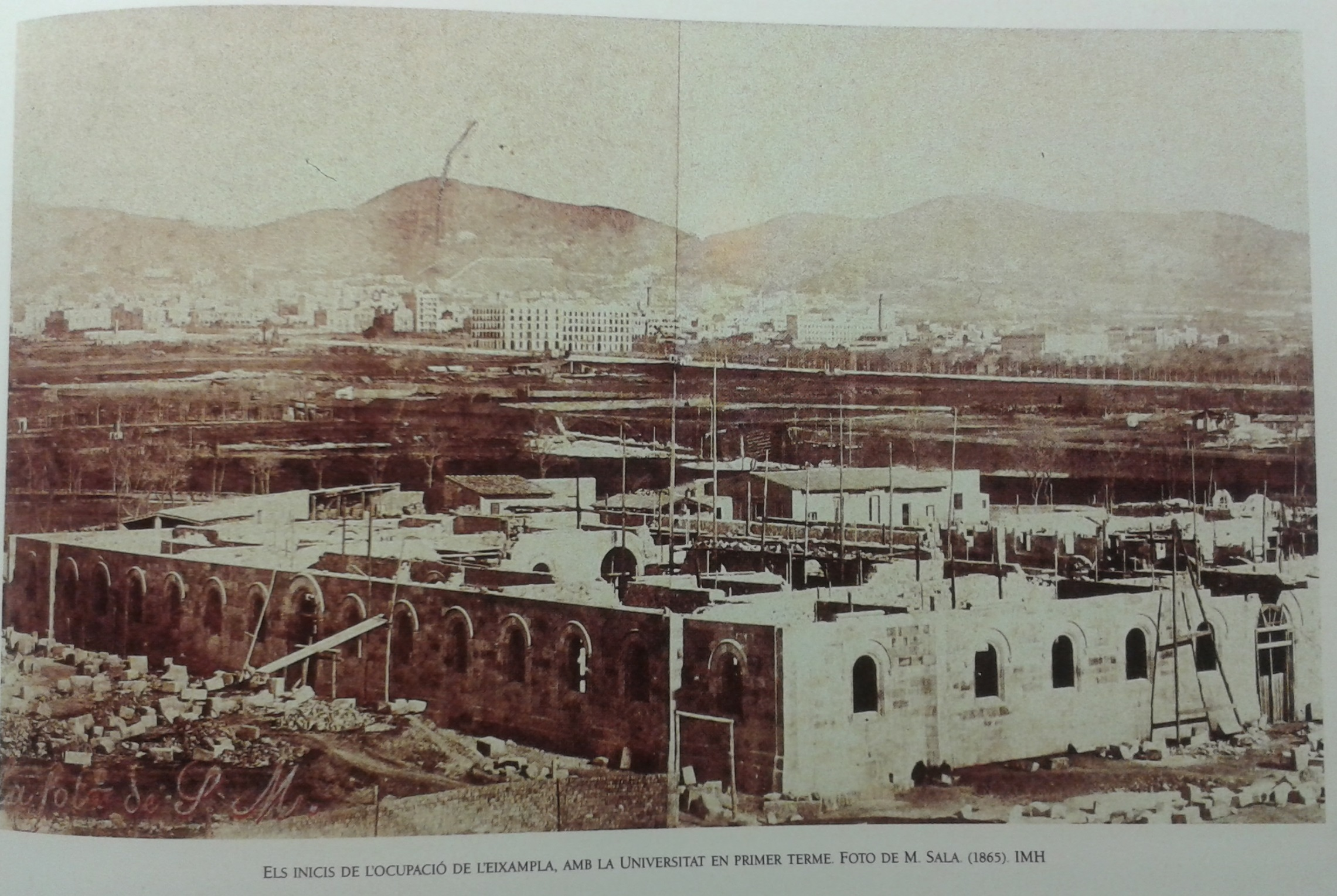
Inicis ocupació de l'Eixample amb la construcció de la UB
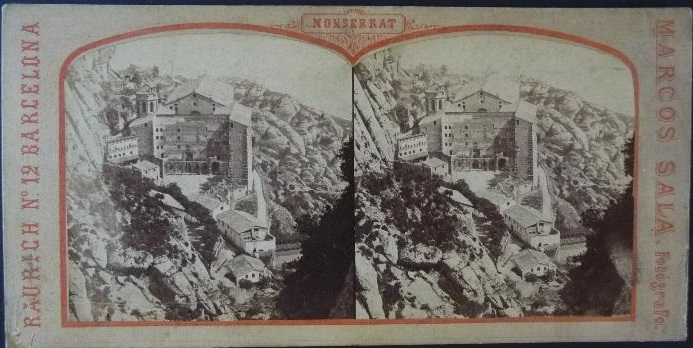
Montserrat a vistes d'ocell
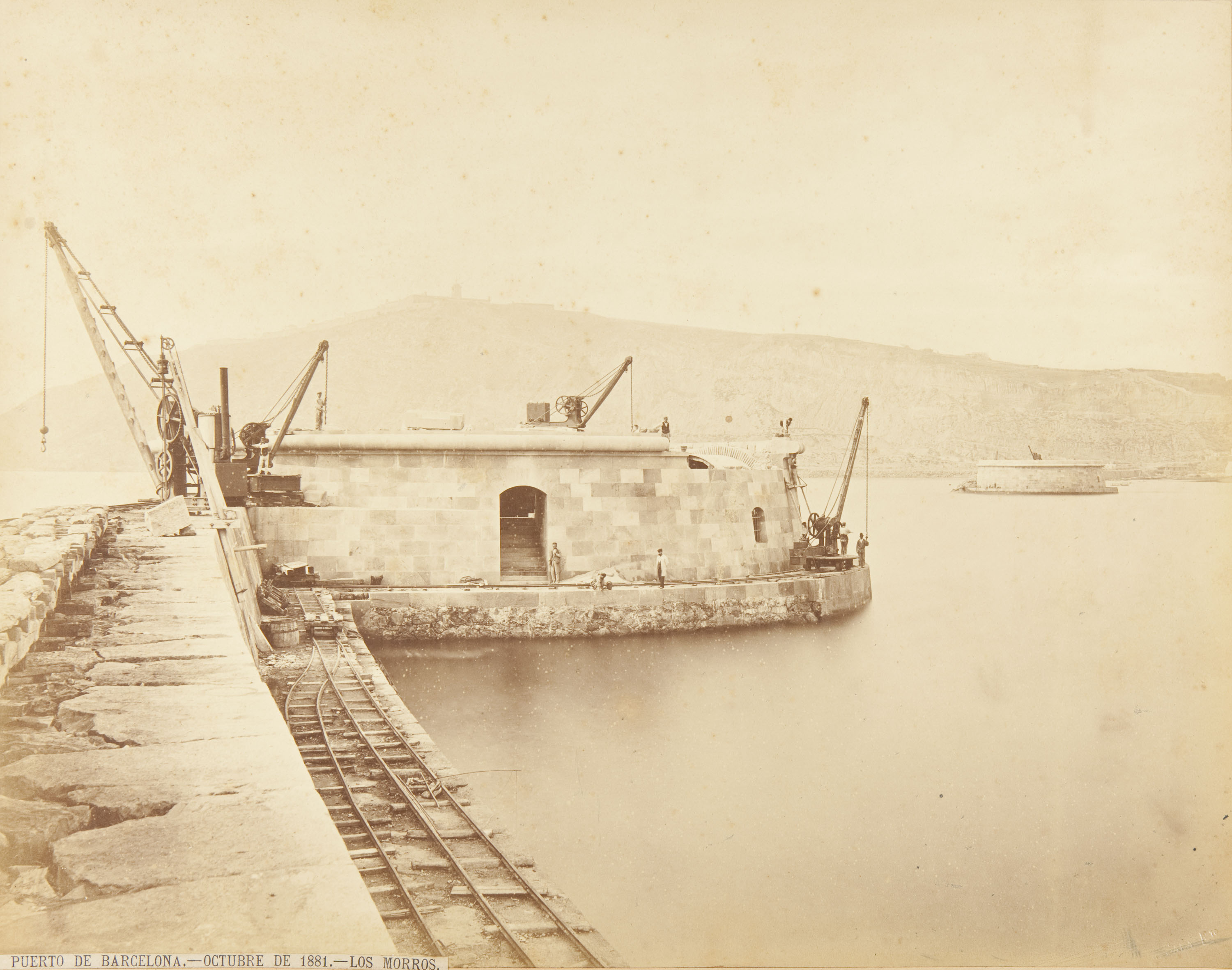
Port de Barcelona el 1881

### Exposicions, mencions i premis
Marc Sala va rebre una de les mencions més destacades de la seva carrera just en els seus primers anys com a fotògraf. Es tracta dels honors que va rebre l'any 1864 com a fotògraf de la Casa Reial.
D'altra banda, es té coneixement que Marc Sala va participar en les següents exposicions: 
- Exposiciones de Bellas Artes: objetos de arte, 1870[cal citació]
- Exposición de agricultura, industria y bellas artes, 1871[cal citació]
- Exposición General Catalana, 1871[cal citació]
- Exposición de Nueva Universidad, 1871[cal citació]
- Exposición artístico-arqueológica, 1878[cal citació]
- Exposición Universal de Barcelona, 1888[cal citació]

Un dels premis més destacats que va rebre va ser la medalla de primera classe a partir d'unes fotografies de l'interior de la Catedral de Barcelona presentades a l'Exposició Universal de 1888. Tenint en compte que les tècniques fotogràfiques del moment no eren com les d'ara, aquestes fotografies realitzades en un espai amb tant poca llum demostraven la gran capacitat i qualitat tècnica de Marc Sala.